# لی باتلر (بازیکن فوتبال)
لی باتلر (انگلیسی: Lee Butler؛ زادهٔ ۳۰ مهٔ ۱۹۶۶) بازیکن فوتبال اهل بریتانیا است.
از باشگاه‌هایی که در آن بازی کرده‌است می‌توان به باشگاه فوتبال دونکستر راورز، باشگاه فوتبال بارنزلی، باشگاه فوتبال هال سیتی، باشگاه فوتبال اسکانتورپ یونایتد، باشگاه فوتبال استون ویلا، باشگاه فوتبال لینکولن سیتی، باشگاه فوتبال آلفرتون تاون، باشگاه فوتبال ویگان اتلتیک، و باشگاه فوتبال بوستون یونایتد اشاره کرد.